# مارتین موران
مارتین موران (انگلیسی: Martin Moran؛ زادهٔ ۲۹ دسامبر ۱۹۵۹) نویسنده و بازیگر اهل ایالات متحده آمریکا است. وی در ایالت کلرادو بزرگ شد. وی به خاطر نمایش تک نفرهٔ بیوگرافی که دربارهٔ خودش است، مشهور است؛ و به خاطر آن جوایزی نیز کسب نموده است. این هنرمند در شهر نیویورک زندگی می‌کند.